# Cherāghābād-e Pā'īn
Cherāghābād-e Pā'īn (persiska: چراغ آباد سفلی, Cherāghābād-e Soflá, چراغ آباد پایین) är en ort i Iran.   Den ligger i provinsen Lorestan, i den västra delen av landet, 400 km sydväst om huvudstaden Teheran. Cherāghābād-e Pā'īn ligger 1 592 meter över havet och antalet invånare är 127.
Terrängen runt Cherāghābād-e Pā'īn är varierad.Runt Cherāghābād-e Pā'īn är det ganska tätbefolkat, med 72 invånare per kvadratkilometer. Närmaste större samhälle är Aleshtar, 4,0 km öster om Cherāghābād-e Pā'īn. Trakten runt Cherāghābād-e Pā'īn består till största delen av jordbruksmark.